# ديفيد بيندر
ديفيد بيندر (بالإنجليزية: David Binder)‏ هو صحفي بريطاني، ولد في 22 فبراير 1931 في لندن في المملكة المتحدة.